# 35 Dywizja Piechoty (Cesarstwo Niemieckie)
35 Dywizja (niem. 35. Division (Deutsches Kaiserreich)) – niemiecki związek taktyczny okresu Cesarstwa Niemieckiego, stacjonujący najpierw 1890−1912 w Grudziądzu (Graudenz) a następnie 1912−1918 w Toruniu (Thorn).
Dywizja istniała w latach 1890−1918, od 2 sierpnia 1914 pod nazwą: 35 Dywizja Piechoty (35. Infanterie-Division (Deutsches Kaiserrreich)). Wchodziła w skład XVII Korpusu Armii Niemieckiej.

## Skład dywizji
2 sierpnia 1914
- 70 Brygada Piechoty (70. Infanterie-Brigade) – w Toruniu (Thorn)
  - 21 Pułk Piechoty im. von Borcke (4 Pomorski) (Infanterie-Regiment von Brocke (4. Pommersches) Nr. 21) – w Toruniu (Thorn)
  - 61 Pułk Piechoty im. von der Marwitza (8 Pomorski) (Infanterie-Regiment von der Marwitz (8. Pommersches) Nr. 61) – w Toruniu (Thorn)
- 87 Brygada Piechoty (87. Infanterie-Brigade) – w Toruniu (Thorn)
  - 141 Chełmiński pułk piechoty (Kulmer Infanterie-Regiment Nr. 141) – w Grudziądzu (Graudenz) i w Brodnicy (Strasburg in Westpreußen)
  - 176 pułk piechoty (9 Zachodniopruski) (9. Westpreußisches Infanterie-Regiment Nr. 176) w Chełmnie (Kulm) i w Toruniu (Thorn)
- 35 Brygada Kawalerii (35. Kavallerie-Brigade) – w Grudziądzu (Graudenz)
  - 5 Pułk Huzarów im. Księcia Blüchera von Wahlstatt (Pomorski) (Husaren-Regiment Fürst Blücher von Wahlstatt (Pommersches) Nr. 5) w Słupsku (Stolp)
  - 4 pułk strzelców konnych (Jäger-Regiment zu Pferde Nr. 4) – w Grudziądzu (Graudenz)
- 35 Brygada Artylerii Polowej (35. Feldartillerie-Brigade) – w Grudziądzu (Graudenz)
  - 71 pułk artylerii polowej Groß-Komtur (Feldartillerie-Regiment Nr. 71 Groß-Komtur) – w Grudziądzu (Graudenz)
  - 81 Toruński pułk artylerii polowej (Thorner Feldartillerie-Regiment Nr. 81) – w Toruniu (Thorn) i w Czarnem (Hammerstein)
- Landwehr-Inspektion Graudenz

## Galeria

border
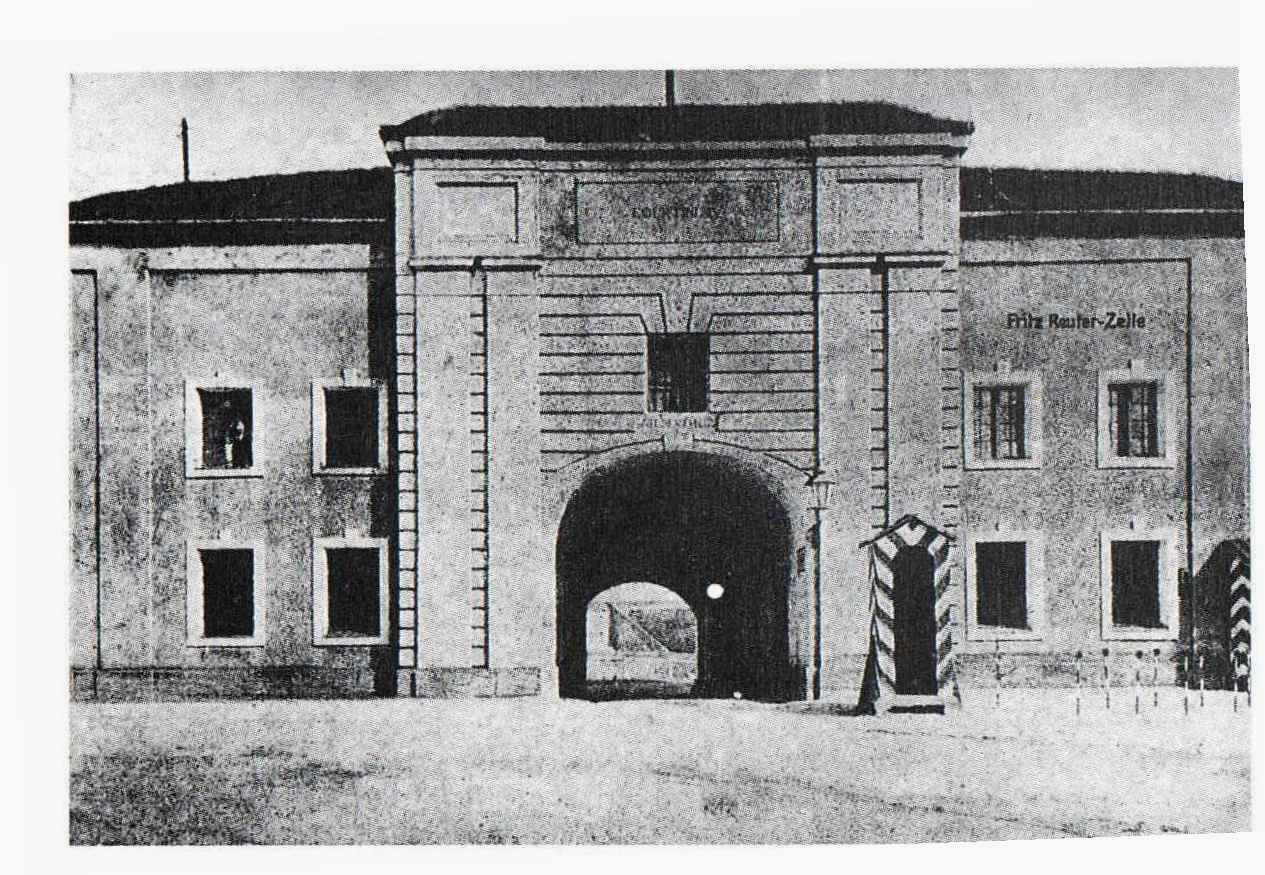
Twierdza Grudziądz około 1910
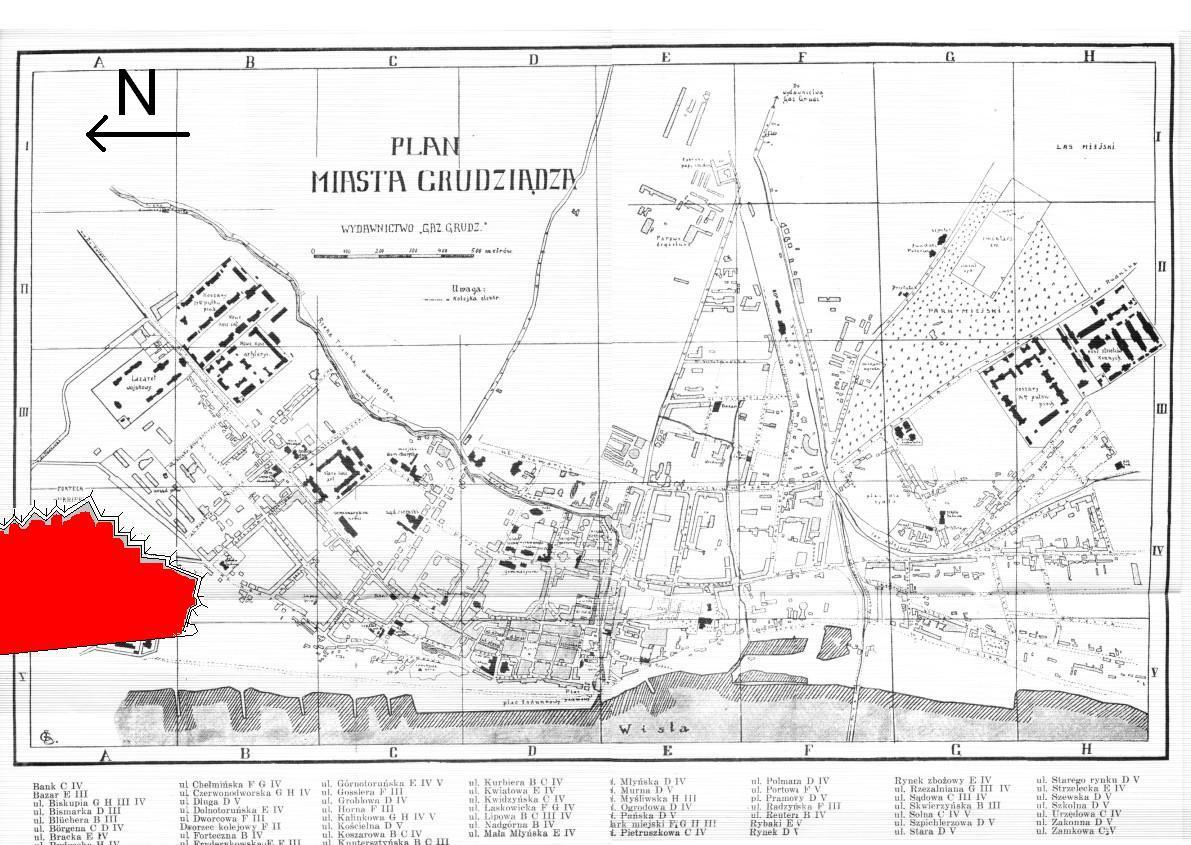
Lokalizacja Cytadeli na planie Grudziądza z 1913
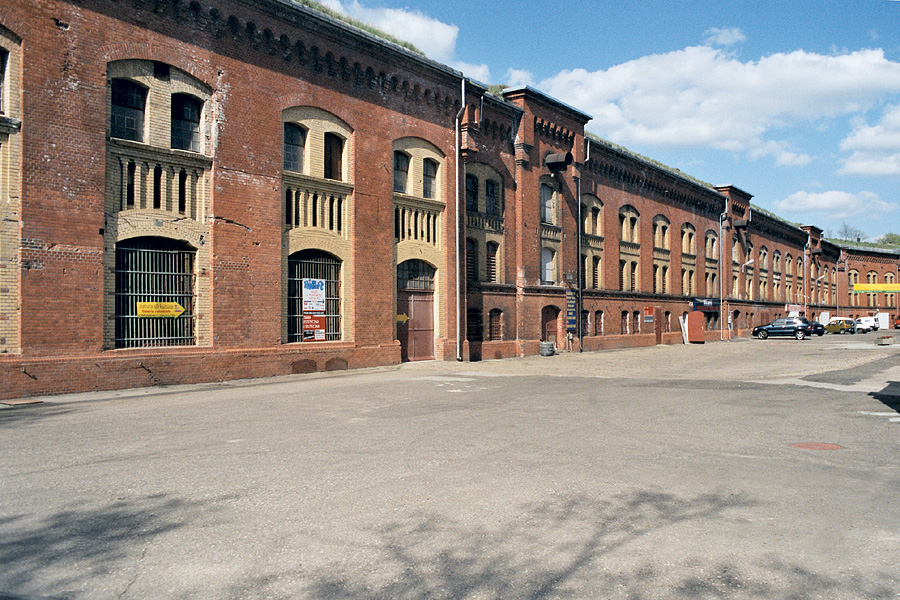
Twierdza Toruń – piekarnia i magazyn